# 뉴타운 AFC
뉴타운 AFC(영어: Newtown Association Football Club)는 뉴타운을 연고로 하는 웨일스의 축구 클럽이다. 현재는 컴리 노스에 참가하고 있다.

## 성적
- 웨일스 프리미어리그 준우승 2회 (1995-96, 1997-98)
- 웨일스 컵 우승 2회 (1878-79, 1894-95), 준우승 5회 (1880-81, 1885-86, 1887-88, 1896-97, 2014-15)
- 웨일스 리그컵 준우승 1회 (2011-12)

## 선수 명단

### 현역
- 젤리 이스마일(2022 ~ )
- 아론 윌리엄스(2021 ~ )
- 제이슨 오스웰(2023 ~ )
- 헨리 코완스(2021 ~ )